# 화산섬

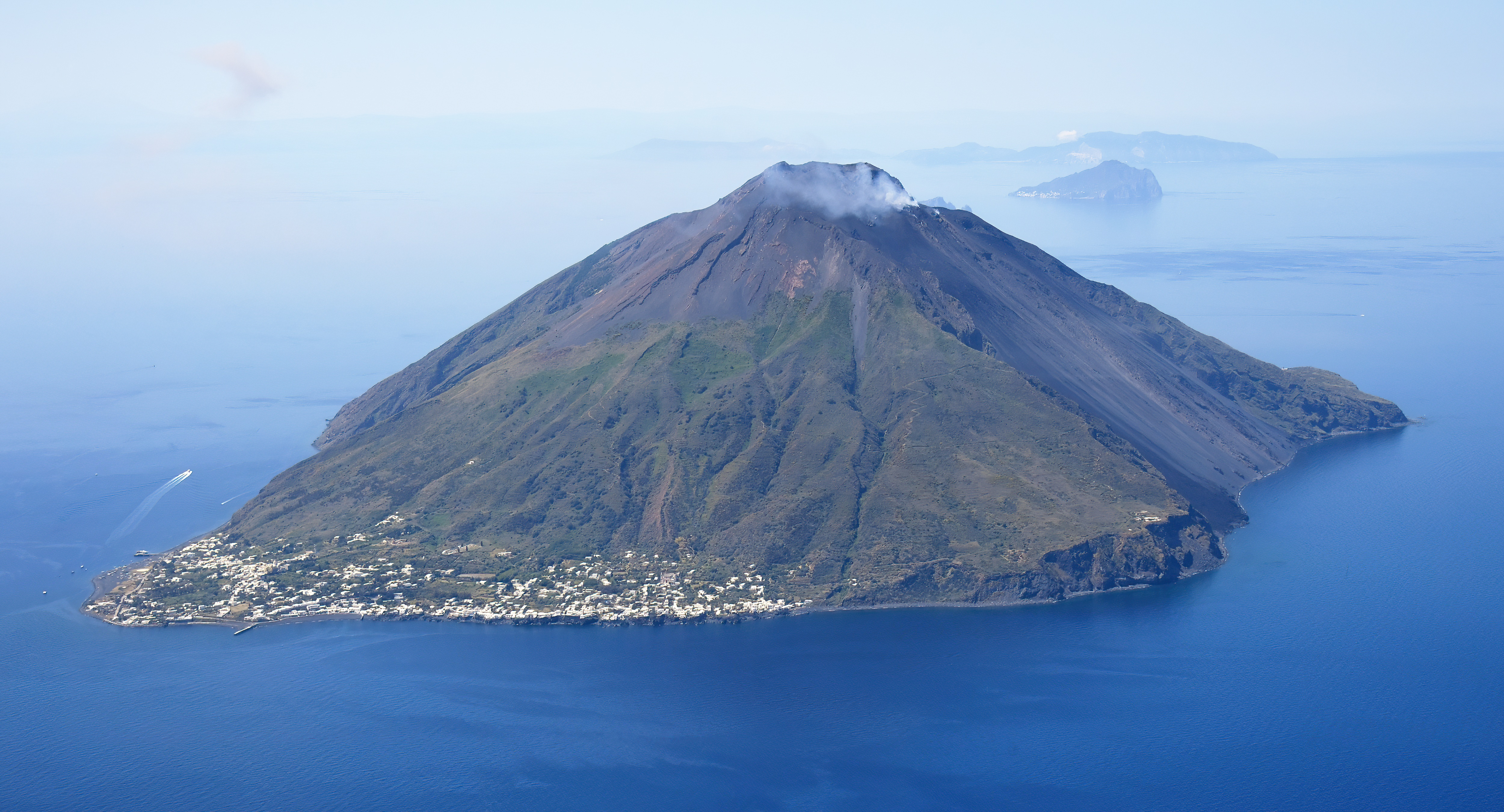
스트롬볼리섬은 시칠리아 북부의 화산호인 8개의 에올리에섬들 중 하나이다.

화산섬(火山─)은 해저 화산이 폭발하면서 솟아나온 용암과 화산재 등이 쌓이면서 생긴 섬을 말한다. 일반적으로 하나의 화산섬은 면적이 크지는 않지만, 화산섬 여러 개가 모이면 군도도 화산섬 형식을 띤다.

## 정의와 유래
종종 "섬이나 바위"로 분류되는 해발 1m(3피트 3인치) 이하의 화산섬이 많이 있으며, 바나바, 헨더슨 섬, 마카테아, 나우루, 융기된 산호섬인 니우에(Niue)는 해발 50미터(160피트) 이상 솟아 있다.
두 가지 유형의 섬은 종종 서로 근접하여 발견되며, 특히 대부분의 화산섬을 둘러싸고 있는 산호초에서 낮은 섬이 발견되는 남태평양 섬에서 발견된다. 화산섬은 일반적으로 핫스팟 위에 발생한다.

## 대표적인 화산섬
- 필리핀 제도
- 인도네시아 제도(주로 수마트라섬과 자와섬에 집중되어 있음)
- 하와이 제도
- 피지 제도
- 괌
- 사이판
- 솔로몬 제도
- 아이슬란드
- 소앤틸리스 제도 (섬 대부분이 화산섬)
- 제주도
- 울릉도
- 독도
- 일본 열도
- 갈라파고스 제도

## 같이 보기
- 환초
- 카나리아 제도
- 갈라파고스 제도
- 평정해산
- 해산